# Kasteel Nijenrode

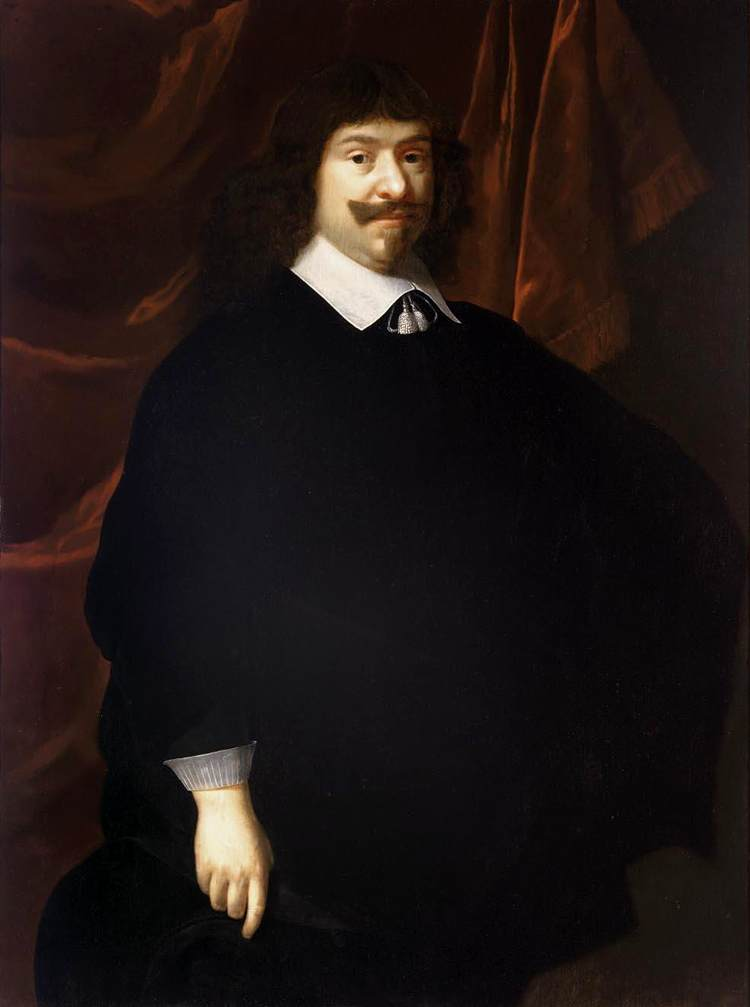
Portret van Joan Ortt door Jacob van Loo

Kasteel Nijenrode is een Nederlands kasteel, gelegen bij Breukelen.

## Het kasteel
De naam Nijenrode betekent nieuw gerooide grond. Rond 1275 liet Gerard Splinter van Ruwiel hier een eerste kasteel bouwen. Zijn familiewapen bestond uit een gouden veld en een rode balk, en deze kleuren sieren nog steeds de luiken op het landgoed.
Het kasteel is omringd door water en toegankelijk over een tweetal ophaalbruggen. Er is een aantal bijgebouwen. Het landgoed is toegankelijk via het poortgebouw, dat tijdens de Eerste Wereldoorlog werd gebouwd. Ook het koetsgebouw werd in die tijd gerestaureerd. Boven de entree van het koetshuis is een reliëf met de ridder Gisbregt van Nijenrode.

## Bewoners
Nadat het kasteel in 1481 en 1511 was verwoest werd de ruïne in 1536 vererfd aan Johan van den Bongard, erfkamerheer van Gulik en ambtman van Grave. Na hem aan zijn zoon Bernard I van den Bongard, wiens zoon Bernard II van den Bongard het kasteel tussen 1632 en 1642 in Hollandse renaissancestijl herbouwde. Nadat het in het Rampjaar 1672 door de Fransen was bezet en enige maanden door hun commandant La Fosse als hoofdkwartier was gebruikt, werd het in 1673 in brand gestoken door troepen onder bevel van Frans de Montmorency, hertog van Luxembourg.
De ruïne werd in 1675 verkocht aan de Amsterdamse koopman Joan Ortt. Het kasteel werd weer opgebouwd en bleef tot 1849 in handen van de familie Ortt. Na een openbare veiling kwam het in 1849 in handen van Jhr. W.J.A. van Romondt. Willem Hendricus de Heus kocht op dezelfde veiling land rond Nijenrode. De verkoop volgde op het overlijden van de Vrouwe Ortt van Nijenrode, geboren Schroyestein, op 29-11-1848. In april 1853 werd Nijenrode via een publieke veiling gekocht door Willem Hendricus de Heus, een Utrechts ondernemer en Statenlid. Op 1 mei 1854 werd het kasteel in een advertentie in de Opregte Haarlemsche Courant te huur aangeboden. Voor De Heus was het een zakelijke investering. Hij woonde te Utrecht aan de Rijnkade en later in de zomermaanden op 'de Pietersberg' te Oosterbeek en in de wintermaanden eerst in Maria-Lust en later in villa Sophia's Hoeve, gebouwd bij zijn fabriek in Apeldoorn. Hoewel hij het kasteel niet bewoonde, liet hij het in 1860 voor een aanzienlijk bedrag verbouwen in neotudorstijl. In 1872 stierf hij en het kasteel vererfde op zijn zoon Henri. De nieuwe eigenaar had geen interesse voor Nijenrode, omdat hij zowel woonde als werkte in Apeldoorn. Gedurende een aantal jaren verhuurde hij het aan C.J. van der Meulen, die er een kostschool in onderbracht. Na overlijden van Henri de Heus werd het kasteel door zijn erven verkocht.
Van 1907 tot 1930 was het bezit van Michiel Onnes, een Amsterdams handelaar in koffie. Hij liet Nijenrode tot 1920 restaureren en uitbreiden. In 1930 werd het gekocht door de Amsterdamse kunsthandelaar Jacques Goudstikker. Hij gebruikte het kasteel als toonzaal voor zijn handelsvoorraad. Niet alleen mogelijke klanten werden op het kasteel uitgenodigd, Nijenrode werd ook opengesteld voor het publiek. Op deze wijze trachtte Goudstikker ook minder kapitaalkrachtigen in contact te brengen met kunst. Op en rond het kasteel organiseerde hij ook verschillende benefietconcerten en grote feesten voor de society. Zo heeft onder andere het Concertgebouworkest onder leiding van Willem Mengelberg in de tuin van Nijenrode opgetreden.
De Joodse Goudstikker overleed aan boord van het schip waarmee hij in mei 1940 vanuit IJmuiden naar het Verenigd Koninkrijk vluchtte. In juli 1940 werd zijn kunsthandel door het personeel verkocht aan Hermann Göring en de in Nederland woonachtige Duitser Alois Miedl. Het onroerend goed van de kunsthandel, inclusief Kasteel Nijenrode, kwam in handen van Alois Miedl. Na de Tweede Wereldoorlog, heeft de weduwe Goudstikker Kasteel Nijenrode teruggekocht van de Nederlandse Staat, die het kasteel na de bevrijding in beheer had. Zij heeft het kasteel in 1950 weer verkocht.

## Universiteit
In 1946 vestigde de Stichting Nijenrode, Instituut voor Bedrijfskunde zich in het kasteel, dat in 1950 door de stichting werd aangekocht. In 1982 veranderde de naam in Universiteit Nijenrode, totdat eind jaren 1990, met het oog op internationaal opereren de 'ij' vervangen werd door de 'y', en daarmee de spelling veranderde naar "Universiteit Nyenrode". Sinds 2005 staat de universiteit bekend als Nyenrode Business Universiteit. Het kasteel is niet toegankelijk voor publiek.

## Concerten
Voor de Tweede Wereldoorlog werden veel concerten op Nijenrode gegeven. Ook na de oorlog werden nog enkele concerten in het kasteel gegeven om de inwoners van Breukelen bij het kasteel te betrekken. Deze traditie is in 2009 weer opgepakt, de concerten worden nu in het koetshuis gegeven.

## Trivia
In Madurodam en in het themapark Huis ten Bosch nabij Nagasaki staat een kopie van kasteel Nijenrode.

## Afbeeldingen

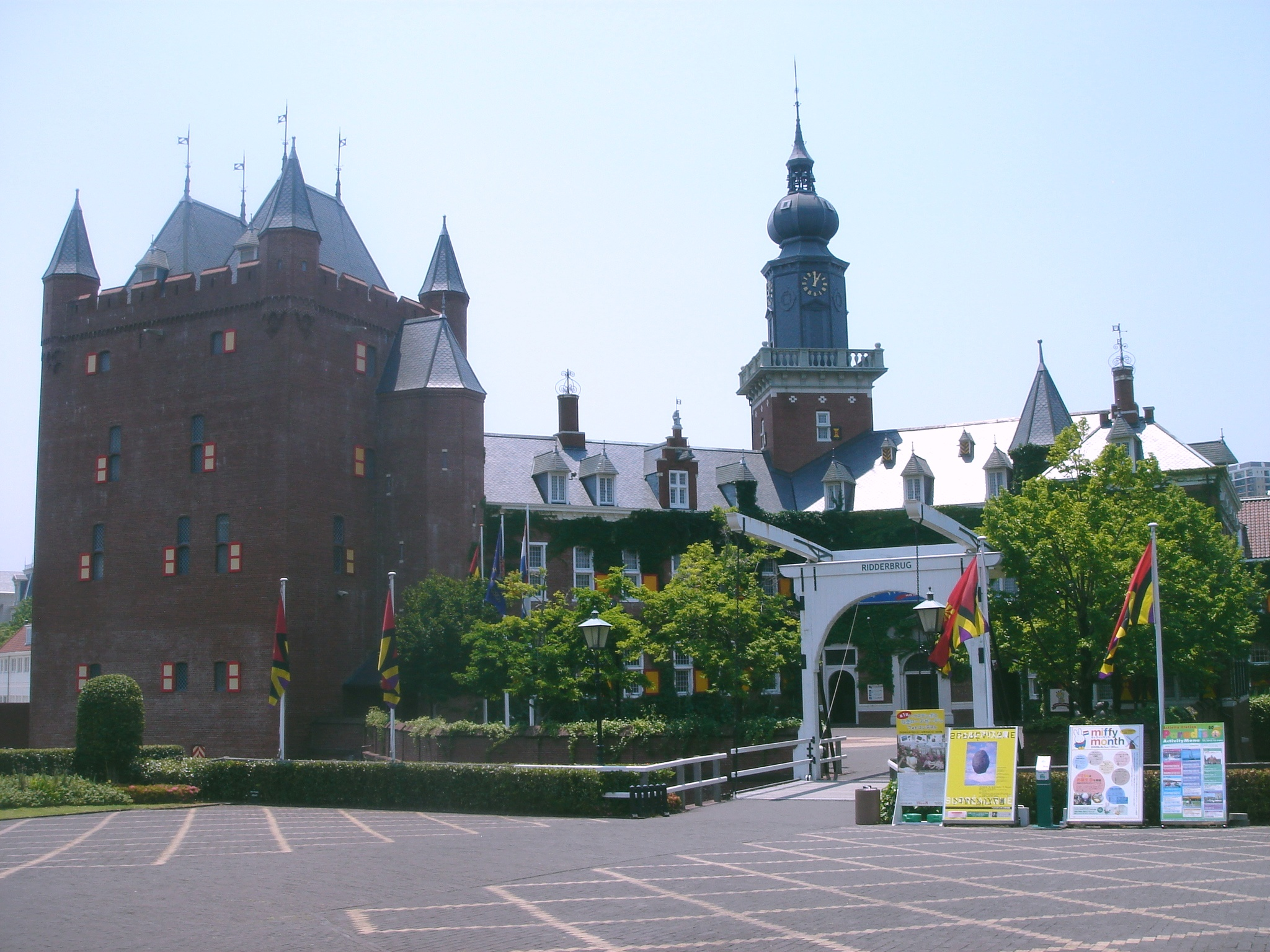
Nijenrode in Nagasaki
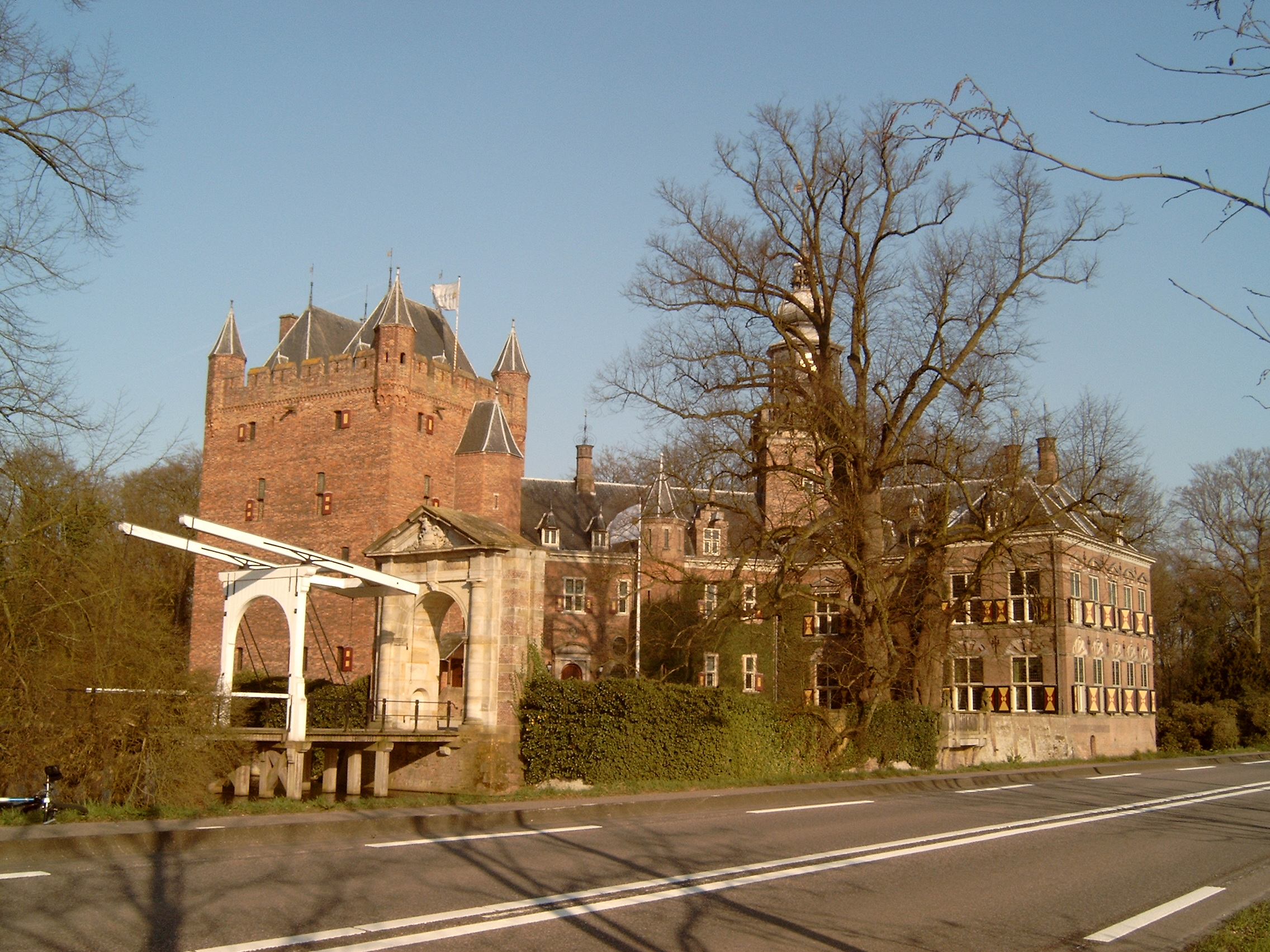
Nijenrode van de weg af gezien
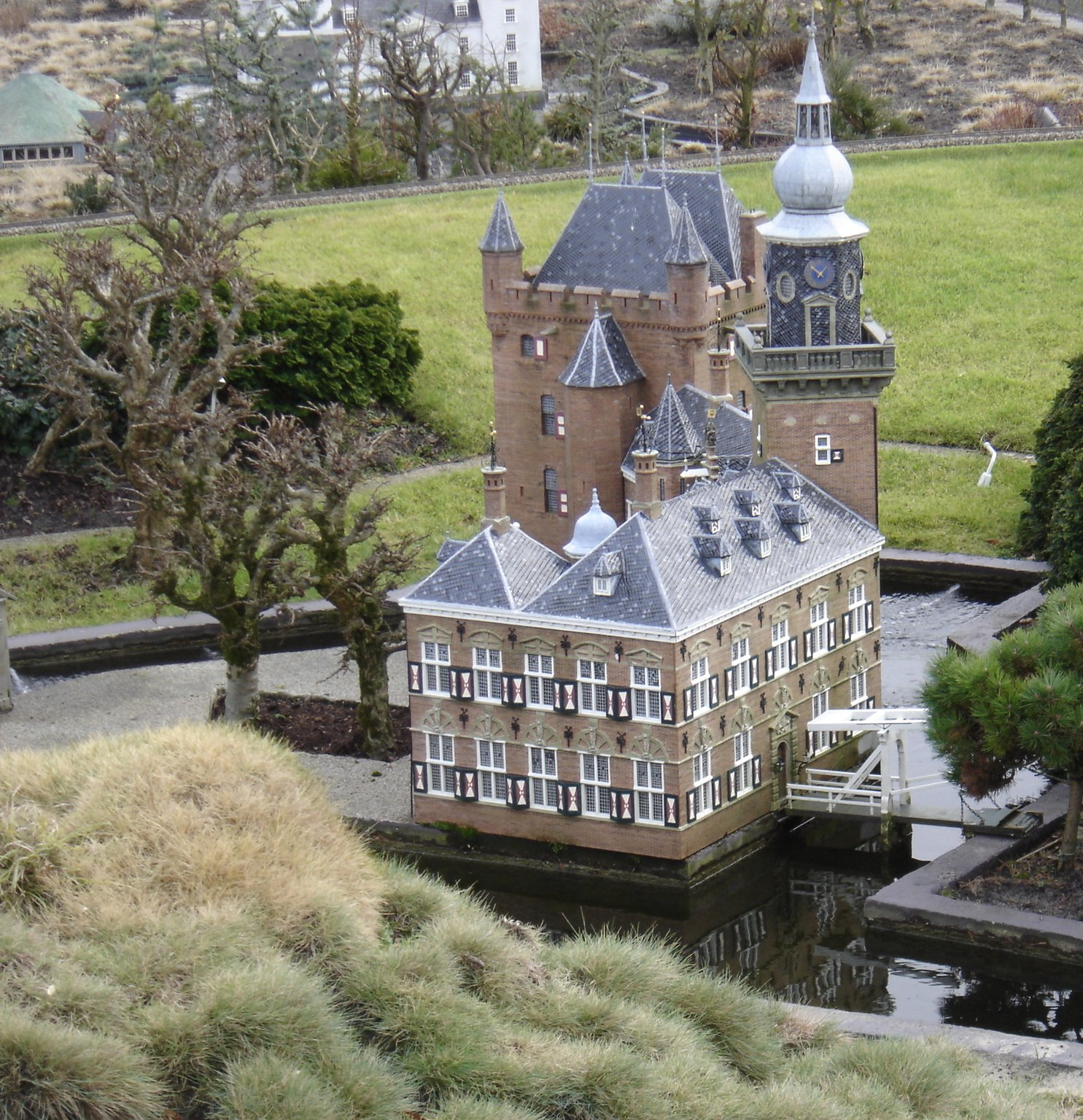
Nijenrode in Madurodam
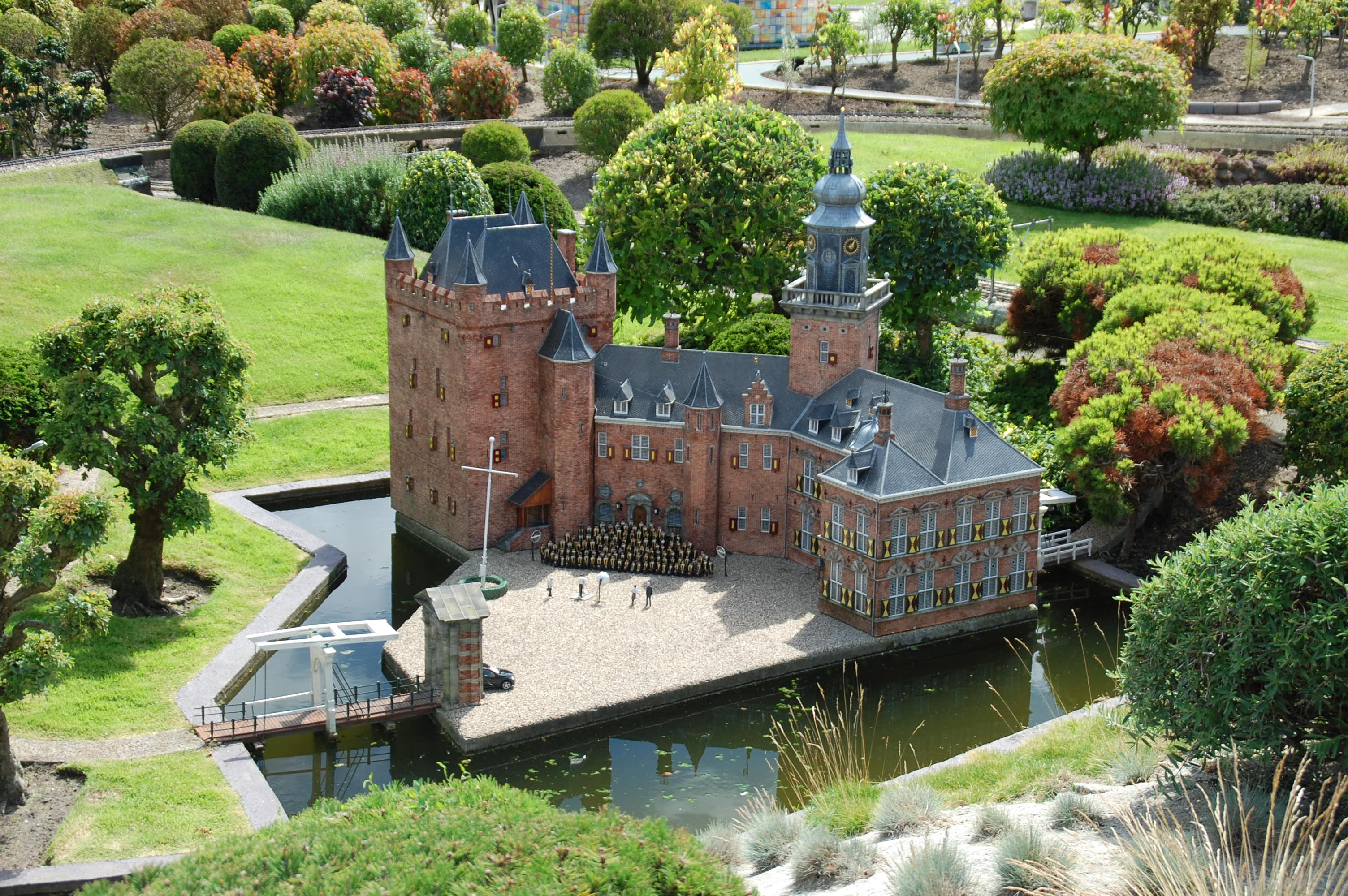
Nijenrode in Madurodam
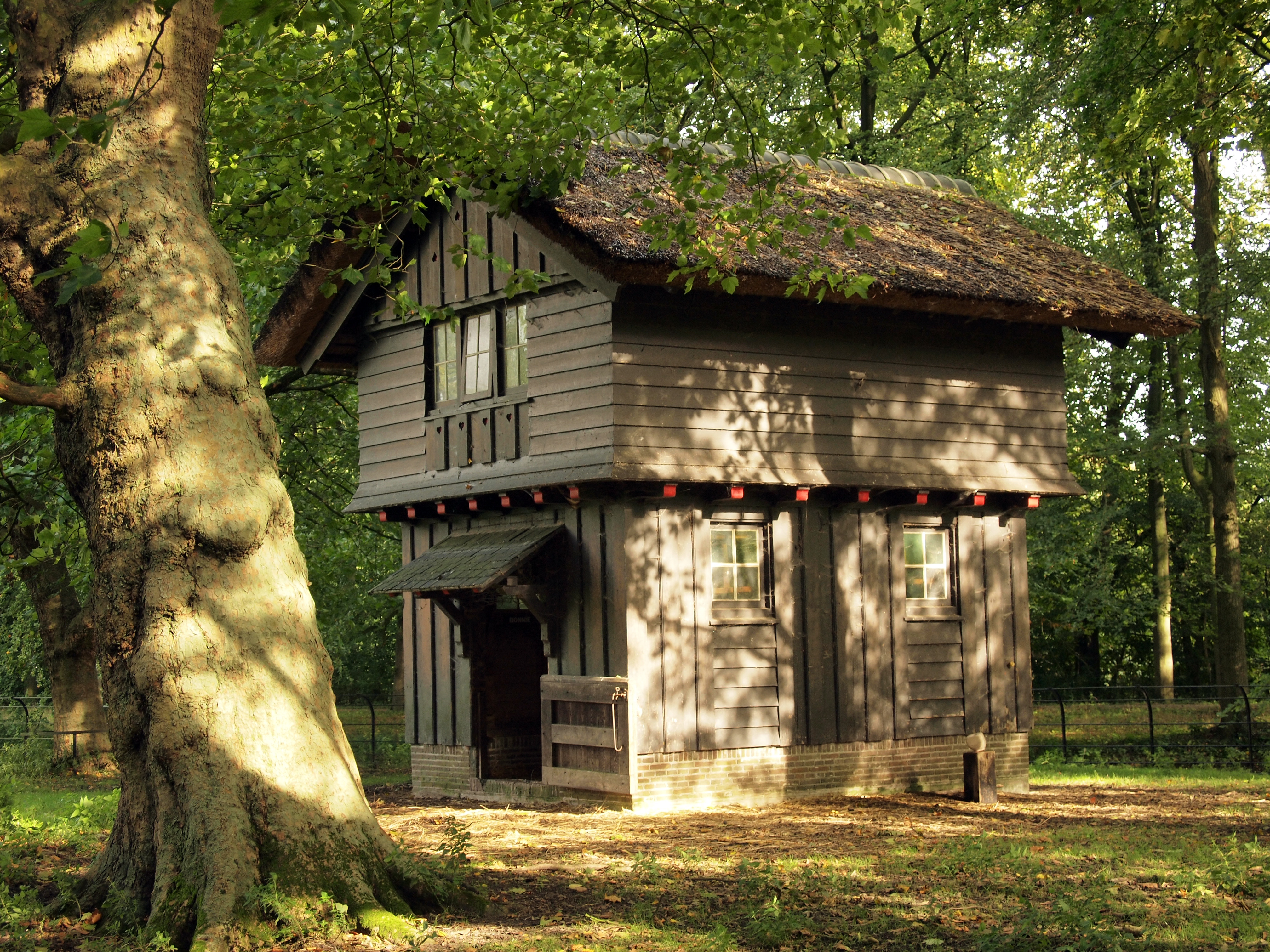
Stal hertenkamp
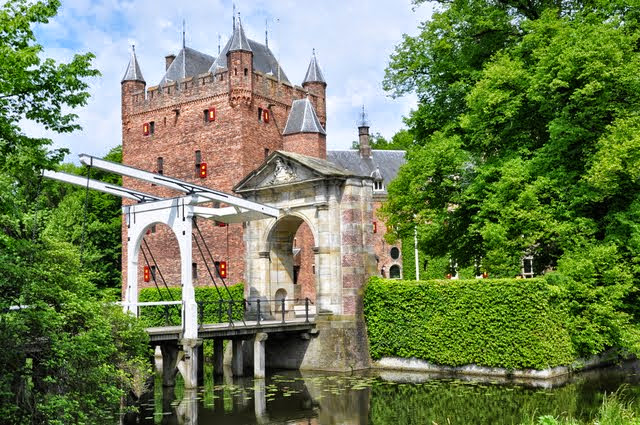
Kasteel
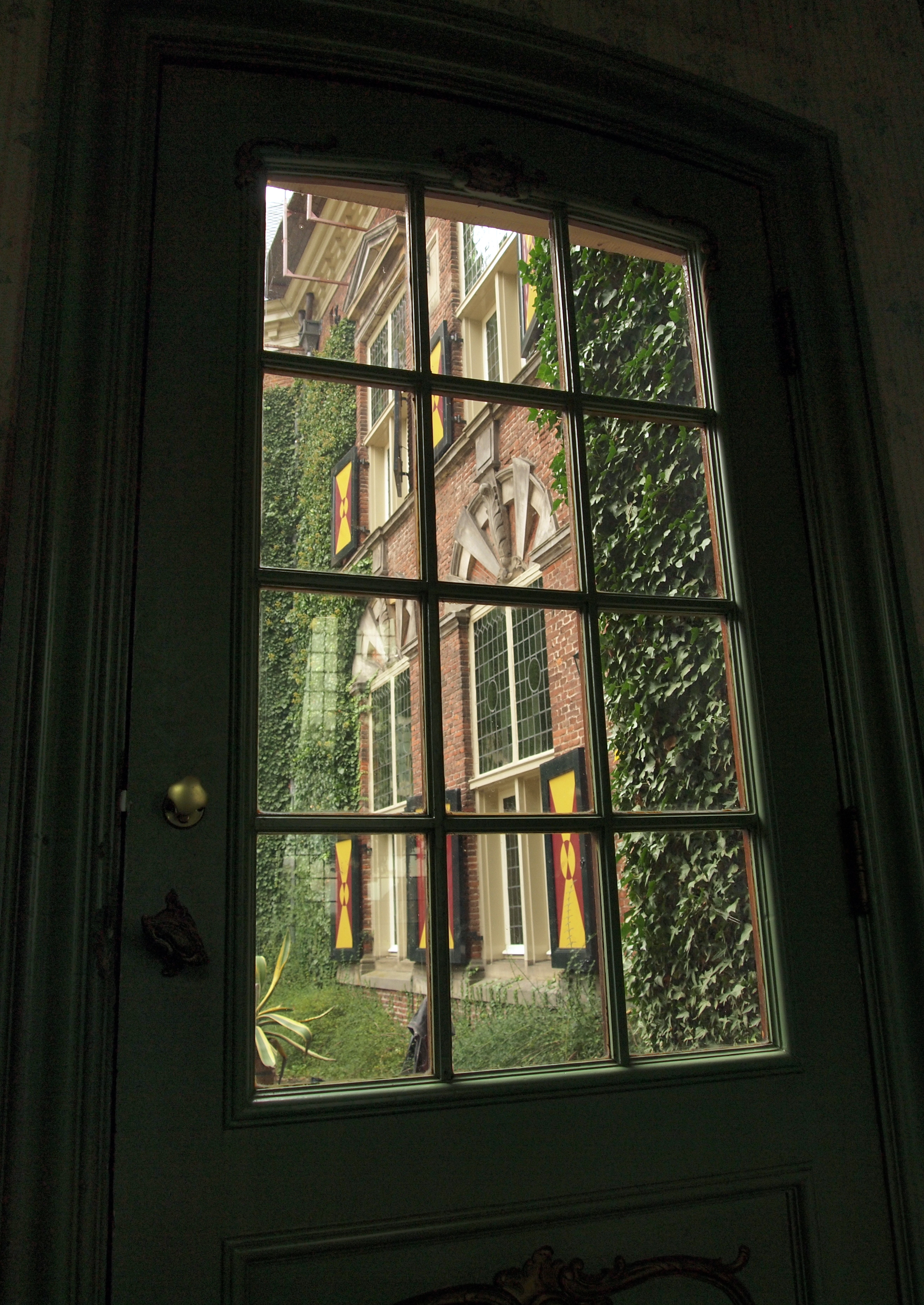
Kasteel
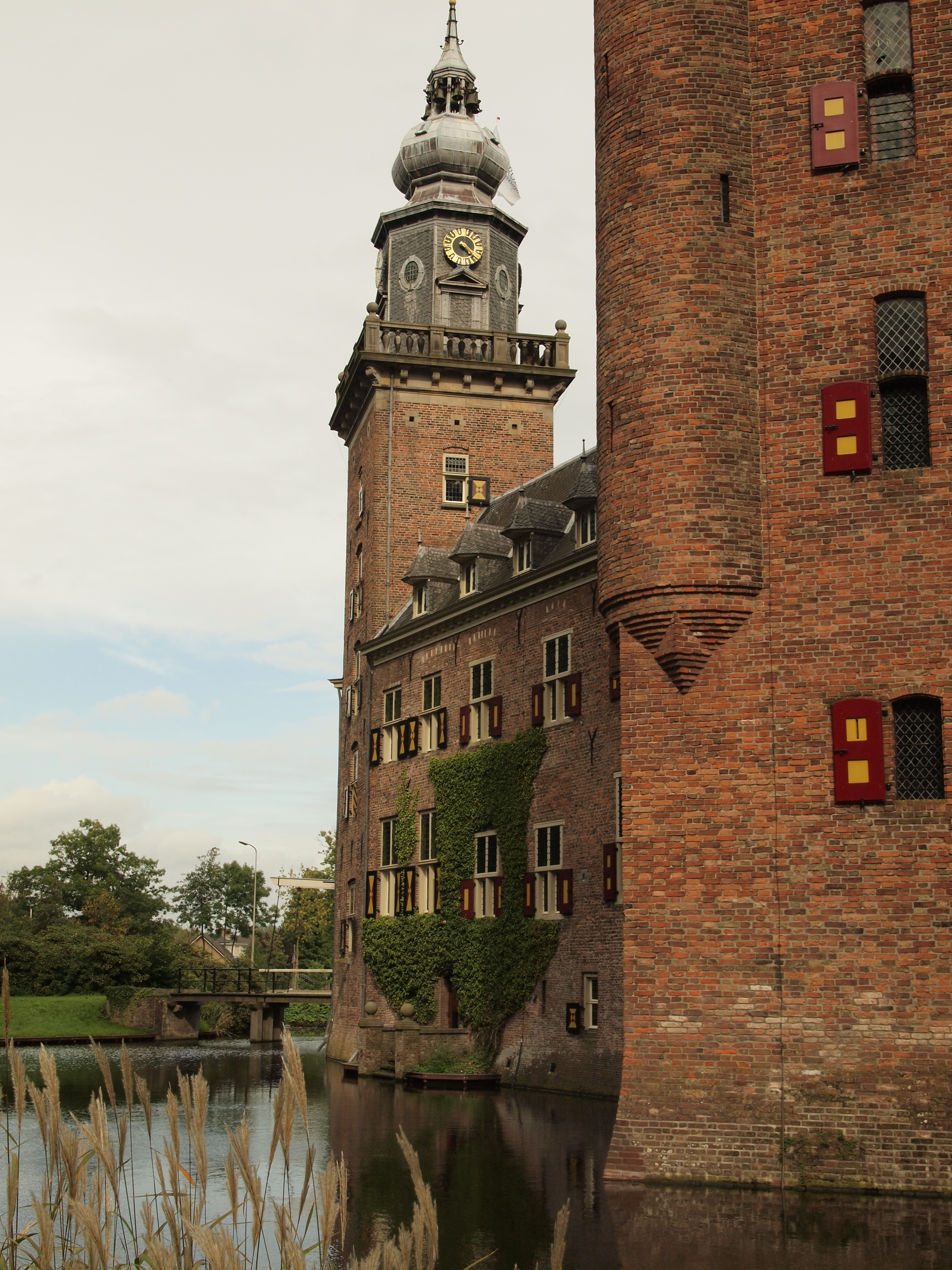
Achterzijde
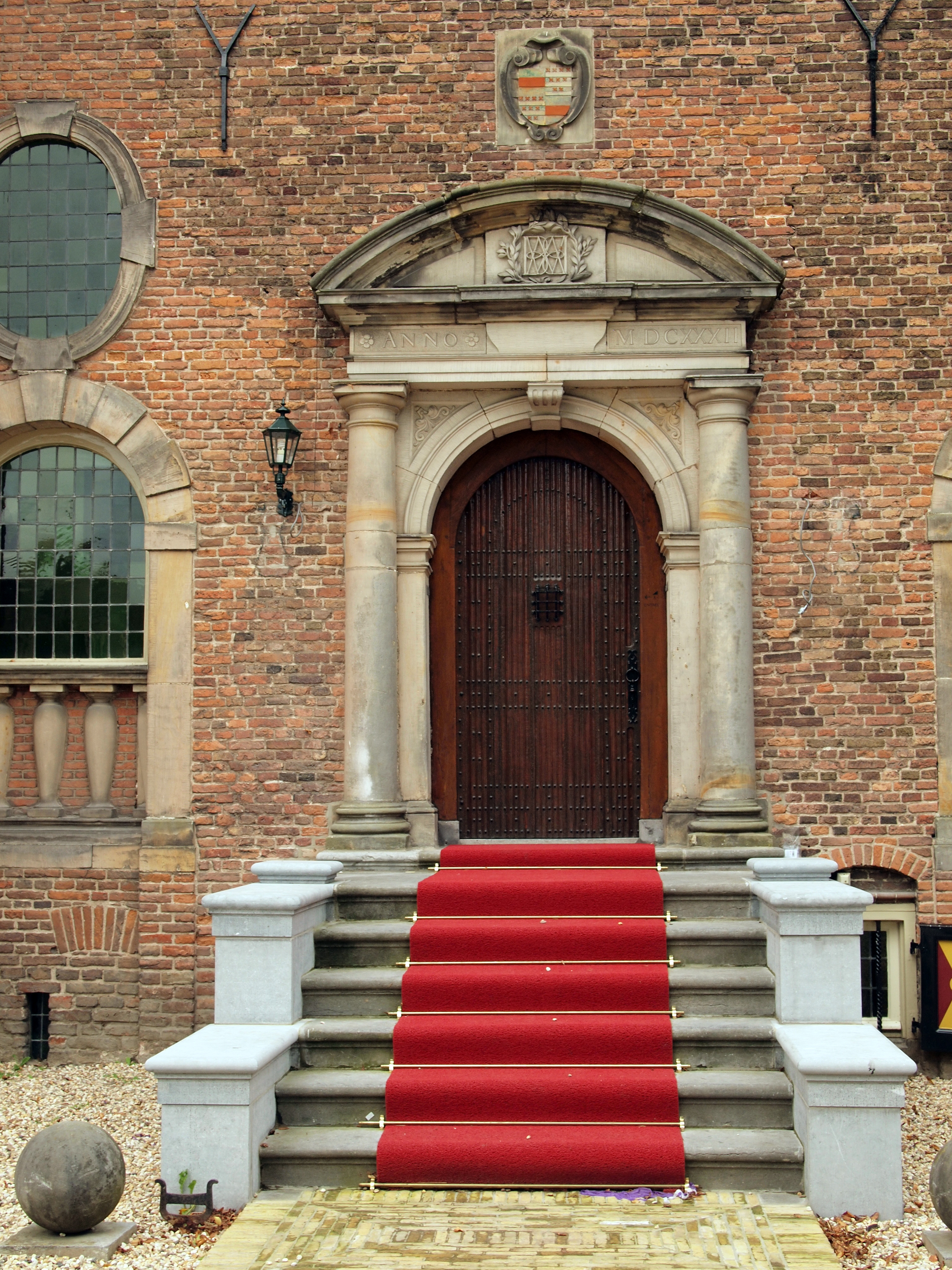
Hoofdingang
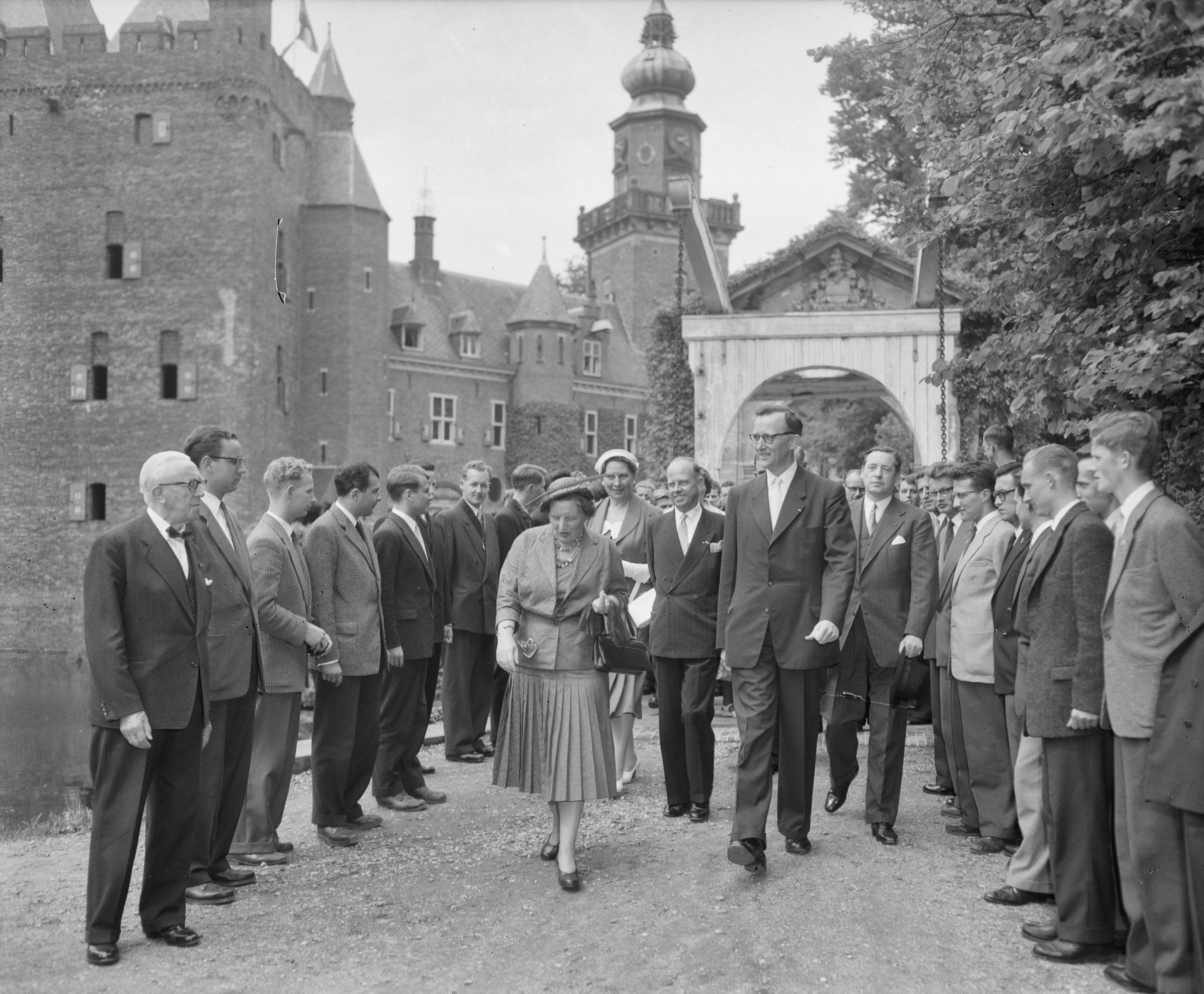
Bezoek van koningin Juliana